# Oldhamova spojka
Oldhamova spojka, spojka Oldham ili križna spojka omogućava rad spojenih vratila i kad su im središnjice pomaknute do 5% promjera. Pri tome se samo njen križni međudio relativno giba klizanjem njegovih izdanaka u utorima vodećeg i vođenog dijela spojke. Za odvijanje tog procesa, uz umjereno trenje i trošenje, potrebno je podmazivanje spojke preko posebnih otvora. Zbog klizanja izdanaka u utorima dijelova pri razmjerno velikim specifičnim tlakovima, upotreba ove spojke za prijenos velikih i udarnih momenata vrtnje nije preporučljiva.
Postoje različite izvedbe Oldhamove spojke, a najčešće su one s utorima i one s valjčićima. Sastoji se od tri djela: pogonskog i gonjenog koji su najčešće jednaki te srednjeg križnog dijela, koji svojim čeonim ojačanjima u obliku pera ulazi u odgovarajuće utore dijelova. Oldhamove spojke se upotrebljavaju kada se pri proizvodnji i montaži lakše može ostvariti paralelnost osi, a teže koaksijalnost. Često se primjenjuju kod alatnih strojeva.

## Poprečnopokretljive i kutnopokretljive neelastične spojke
Poprečnopokretljive i kutnopokretljive neelastične spojke upotrebljavaju se za neelastično spajanje vratila u slučajevima kada uzdužna (radijalna) i kutna pomicanja dvaju vratila (s obzirom na njihove središnjice) predstavljaju specifičnost pogona. Spojke za prenošenje momenta vrtnje uz kutne pomake vratila jednoga prema drugome poznate su pod nazivima kutnopokretljive, zglobne ili kardanske spojke. 

## Spojke
Spojke su strojni dijelovi koji se upotrebljavaju za međusobno spajanje vratila ili osovina, kao i dijelova koji su ugrađeni (montirani) na tim dijelovima (na primjer zupčanika remenica). Pri tome svrha tih spojeva može biti prenošenje momenta okretanja Mo ili uvijanja (torzije) Mt, što je zapravo jedno te isto, s pogonskog na vođeni stroj, ali i neka druga, kao na primjer zaštita pogonskog stroja od mogućeg preopterećenja, prigušenje torzijskih vibracija spojenih vratila (na primjer onih s dužinama većim od uobičajenih). 
Osnovna jednadžba za proračunavanje spojke pokazuje, koji maksimalni moment sile okretanja ona može prenositi u radu:
{\displaystyle M{o\,max}=Mo\cdot \phi ={\frac {P}{2\cdot \pi \cdot n}}\cdot \phi ={\frac {P}{\omega }}\cdot \phi }
gdje je: Mo - normalni (nominalni) moment okretanja, φ - takozvani faktor nejednoličnosti ili faktor udara, P - snaga koja se prenosi, n - broj okretaja vratila, ω - kutna brzina. Za određivanje momenta potrebno je, osim snage koja se prenosi, poznavati još i veličinu φ, koja se obično uzima iz priručnika, a na osnovi podataka stečenih iskustvom. U njima se φ daje u zavisnosti od vrste vodećeg i vođenog stroja, odnosno od načina njihovog rada. Pri konstantnim snagama i brojevima okretaja agregata (na primjer kod vodnih turbina i električnih generatora) faktor nejednoličnosti (udara) vrlo je blizak jedinici, a u drugom slučaju (na primjer kod stapnih pumpa, stapnih kompresora i valjaoničkih strojeva) razmjerno je velik. Raspon za vrijednosti φ općenito je od 1,1 do 5. 
Sposobnost neke spojke da može sa sigurnošću prenositi snagu putem momenta vrtnje izražava se obično takozvanim momentom spojke Ms. Maksimalni moment Mo max koji može nastupiti u radu, mora biti manji od momenta spojke Ms i samo u krajnjem slučaju smije biti njemu jednak.

### Materijal spojke
Materijal spojke najčešće je čelik, lijevani čelik, lijevano željezo, a ponekad i drugi metali. Osim da spojke budu lako rastavljive, od njih se još traži da budu što laganije i da nemaju dijelova koji strše. Ako se konstrukcijom ne mogu izbjeći stršeći dijelovi spojke, na nju se postavlja zaštitno limeno kučište, što je određeno propisima zaštite na radu. Radi smanjenja progiba i vibracija, vratila spojke smještaju se što bliže ležajima. Pri većim se brojevima okretaja traži od spojke da budu statički i dinamički izbalansirana. 

### Način rada
Načini djelovanja spojka ne samo da su brojni, nego se i međusobno kombiniraju. Zbog toga su njihove konstrukcije vrlo brojne, što otežava njihovu podjelu. Obično se dijele na neelastične, elastične, isključne i specijalne. 

### Neelastične spojke
Kako se prenošenje momenta vrtnje neelastičnih spojka obavlja bez prigušivanja i potpuno kruto, njihova upotreba ograničena je na slučajeve u kojima nema promjena tog momenta ili su promjene toliko male da ih se može zanemariti. Osim spojka koje pri tome ne omogućavaju pomake vratila (krute spojke), u ovu skupinu ubrajaju se i one koje, iako su neelastične, mogu kompenzirati bilo uzdužno toplinsko istezanje (dilatacijske spojke), bilo poprečne i kutne pomake (pokretljive spojke), odnosno i jedne i druge (kutnopokretljive i uzdužnopokretljive, pokretljivodilatacijske spojke).

### Krute spojke
Iz potpune krutosti ovih spojka slijedi zahtjev da središnjice s njima spojenih vratila budu koaksijalne. Te spojke mogu djelovati ili naponom ili svojim oblikom. U prvom slučaju one prenose momente vrtnje između dvije svoje polovice obično trenjem, a u drugom obično vijcima. Klinovi koji se pri tome upotrebljavaju služe samo za osiguranje spojke od klizanja po vratilu. Najpoznatije krute spojke jesu školjkasta, kolutna, spojka Sellers i spojka Hirth.